# حمله اسرائیل به میدان قدس تجریش
حمله اسرائیل به میدان قدس تجریش در ۲۵ خرداد ۱۴۰۴ و در بحبوحه جنگ ایران و اسرائیل انجام شد. در این حمله به میدان قدس تجریش در تهران که ده‌ها کشته و زخمی غیرنظامی برجا گذاشت؛ دو انفجار اتفاق افتاد، یکی ناشی از حمله به طبقات فوقانی یک ساختمان و دیگری، که بنابر گزارش رسانه‌های ایران و تأیید صحت ویدیوی منتشر شده توسط بی‌بی‌سی، ناشی از برخورد پرتابه اسرائیل در سطح خیابان است که گودالی بزرگ حفر کرد.
بر پایه اعلام ارتش اسرائیل، در جریان این حمله محمد کاظمی، رئیس اطلاعات سپاه و محمد باقری، رئیس اطلاعات نیروی قدس سپاه و معاونانشان کشته شدند. هدف حمله، دفتر مرکز رسیدگی به امور مساجد در طبقه فوقانی شعبه بانک شهر بوده است. همچنین در جریان انفجار دوم که منجر به آسیب به شاه‌لوله آب و جاری شدن سیلاب در ابتدای خیابان شریعتی هم شد، ۱۲ شهروند غیرنظامی کشته و بیش از ۵۰ نفر مجروح شدند.